# Lorenzo Baldassarri
Lorenzo Baldassari (ur. 6 listopada 1996 w San Severino Marche) – włoski motocyklista.

## Kariera
Baldassari zaczynał we włoskich Minibike'ach (2004), potem przeszedł do MiniGP 50 cm³, które wygrał, 2008 to już starty w Mistrzostwach Hiszpanii i Śródziemnomorza 80 cm³, zajął tam ostatecznie 8. miejsce, z kolei w 2010 zdobył tytuł wicemistrza w Mistrzostwach Katalonii 125 cm³.
2011 okazał się przełomowy dla młodego Włocha, zwyciężył on klasyfikację Re Bull Rookies Cup pokonując minimalnie Australijczyka, Arthura Sisssisa o 9 punktów. Przed wstąpieniem do MMŚ wziął jeszcze udział w prestiżowych Mistrzostwach Hiszpanii CEV Buckler Moto3, ukończył je na 8 pozycji.
Następnie wstąpił w szeregi zawodników Moto3, najniższej kategorii MMŚ, tam trafił pod skrzydła Fausto Gresiniego i jego zespołu, nie udało mu się zdobyć ani jednego punktu (najwyższa lokata to 17. miejsce w Japonii). Głównym problemem dla Baldassariego był zbyt duży wzrost w kategorii Moto3, dlatego od 2014 przesiadł się na motocykl Moto2.

## Statystyki

### Sezony
| Sezon | Klasa | Motocykl  | Wyścigi | Wygrane | Podia | PP | Najsz. okr. | Pkt. | Msc. |
| ----- | ----- | --------- | ------- | ------- | ----- | -- | ----------- | ---- | ---- |
| 2013  | Moto3 | FTR Honda | 17      | 0       | 0     | 0  | 0           | 0    | NC   |
| 2014  | Moto2 | Suter     | 18      | 0       | 0     | 0  | 0           | 20   | 25   |
| 2015  | Moto2 | Kalex     | 17      | 0       | 1     | 0  | 0           | 96   | 9    |
| 2016  | Moto2 | Kalex     | 4       | 0       | 0     | 0  | 0           | 3*   | 22*  |
| Razem |       |           | 56      | 0       | 1     | 0  | 0           | 119  |      |

* – sezon w trakcie

### Starty
| Sezon | Klasa | Motocykl  | 1       | 2       | 3      | 4       | 5      | 6      | 7      | 8       | 9       | 10      | 11      | 12      | 13     | 14     | 15     | 16     | 17     | 18     | Poz. | Pkt. |
| ----- | ----- | --------- | ------- | ------- | ------ | ------- | ------ | ------ | ------ | ------- | ------- | ------- | ------- | ------- | ------ | ------ | ------ | ------ | ------ | ------ | ---- | ---- |
| 2013  | Moto3 | FTR Honda | QAT 28  | AME Ret | SPA 22 | FRA Ret | ITA 23 | CAT 21 | NED 20 | GER Ret | IND Ret | CZE Ret | GBR 18  | RSM 23  | ARA 26 | MAL 23 | AUS 24 | JPN 17 | VAL 20 |        | NS   | 0    |
| 2014  | Moto2 | Suter     | QAT Ret | AME Ret | ARG 28 | SPA Ret | FRA 20 | ITA 23 | CAT 11 | NED 9   | GER Ret | IND 17  | CZE Ret | GBR Ret | RSM 25 | ARA 25 | JPN 17 | AUS 14 | MAL 17 | VAL 10 | 25   | 20   |
| 2015  | Moto2 | Kalex     | QAT 10  | AME 26  | ARG 8  | SPA 13  | FRA 21 | ITA 10 | CAT 10 | NED NU  | GER 8   | IND     | CZE NU  | GBR NU  | RSM 7  | ARA 10 | JPN 12 | AUS 3  | MAL 5  | VAL 4  | 9    | 96   |
| 2016  | Moto2 | Kalex     | QAT NW  | ARG 13  | AME 23 | ESP 17  | FRA 17 | ITA    | CAT    | NED     | GER     | AUT     | CZE     | GBR     | SMR    | ARA    | JPN    | MAL    | AUS    | VAL    | 22*  | 3*   |

* – sezon w trakcie